# Deichmanske bibliotek
Deichmanske bibliotek, även Deichman, är Oslos kommuns bibliotek och Norges största folkbibliotek[källa behövs]. Det grundades 1785 och är Norges äldsta offentliga bibliotek. Dörrarna öppnades den 12 januari 1785. Grundplåten till boksamlingen var Carl Deichmans böcker, som biblioteket fick genom ett testamente. Sammanlagt testamenterade Deichman 6 069 böcker och 261 manuskript.
Biblioteket har alltid varit öppet för stadens invånare, och de äldsta låneprotokollen visar att det användes flitigt. Eftersom bibliotekarien Jacob Rosted också var rektor vid Katedralskolan blev det år 1802 bestämt att samlingen skulle flyttas till skolbyggnaden och ställas upp tillsammans med skolans bibliotek.
Deichmanske bibliotek blev stående som en del av skolbiblioteket fram till mitten av 1800-talet, då det fick egna lokaler. Biblioteket fick även en egen bibliotekarie, Gerhard Magnus.
Under Haakon Nyhuus var Deichmanske bibliotek ledande i Norden. Under 1930-talet blev den klassiska huvudbyggnaden uppförd. Huvudbiblioteket blev i Regeringskvarteret invigt 1933, men stängdes 2019. Bibliotekets nya huvudbibliotek Deichman Bjørvika öppnade för allmänheten våren 2020.

## Storlek
Deichmanske bibliotek har 1,1 miljoner objekt i sin samling och sammanlagt, inklusive filialer men exklusive specialbibliotek (såsom patientbibliotek och fängelsebibliotek), 260 anställda (2018).

## Bilder

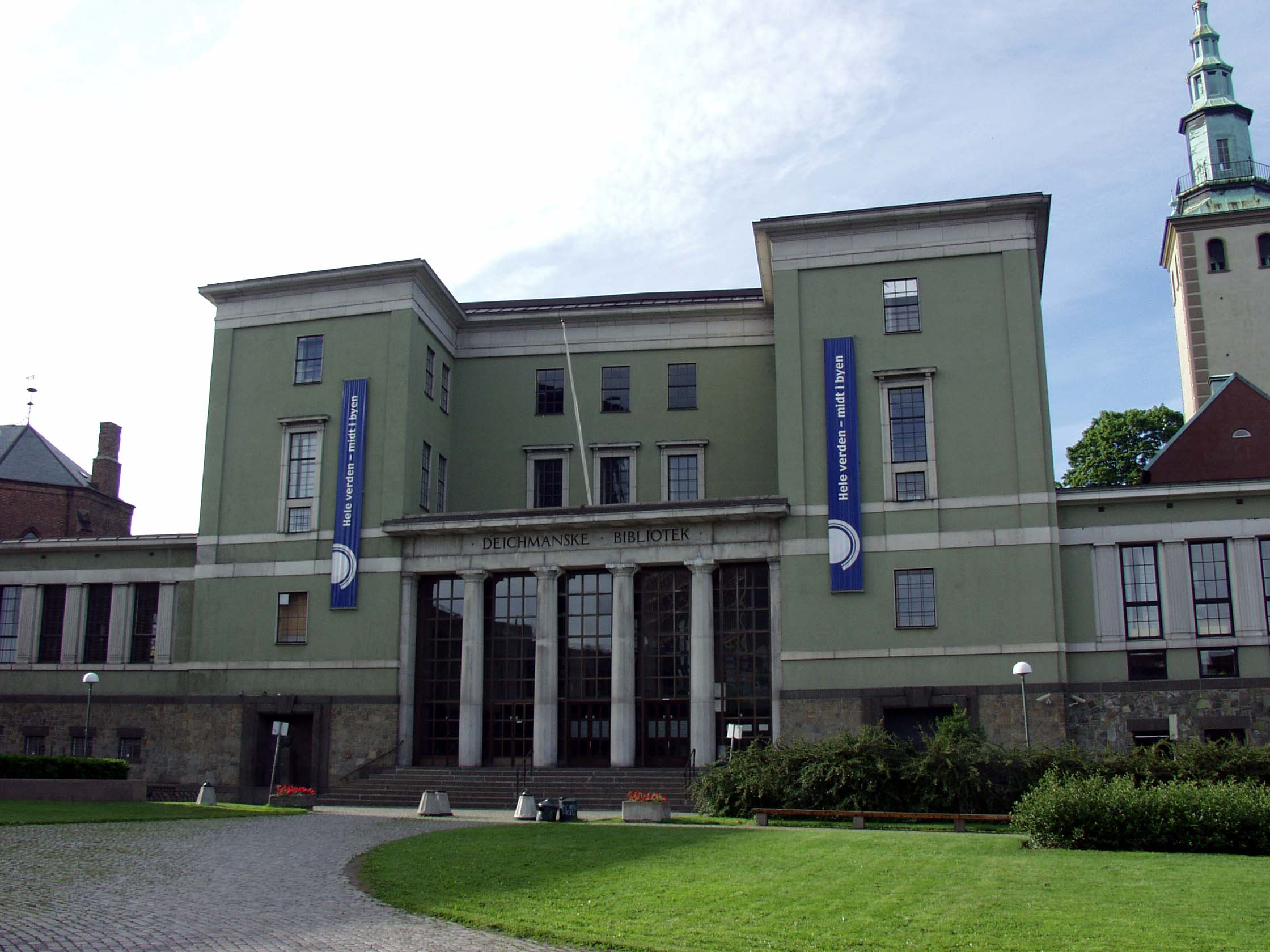
Nils Reiersens nyklassicistiska byggnad på Hammersborg i Oslo var Deichmans huvudbibliotek från 1933 till 2019.
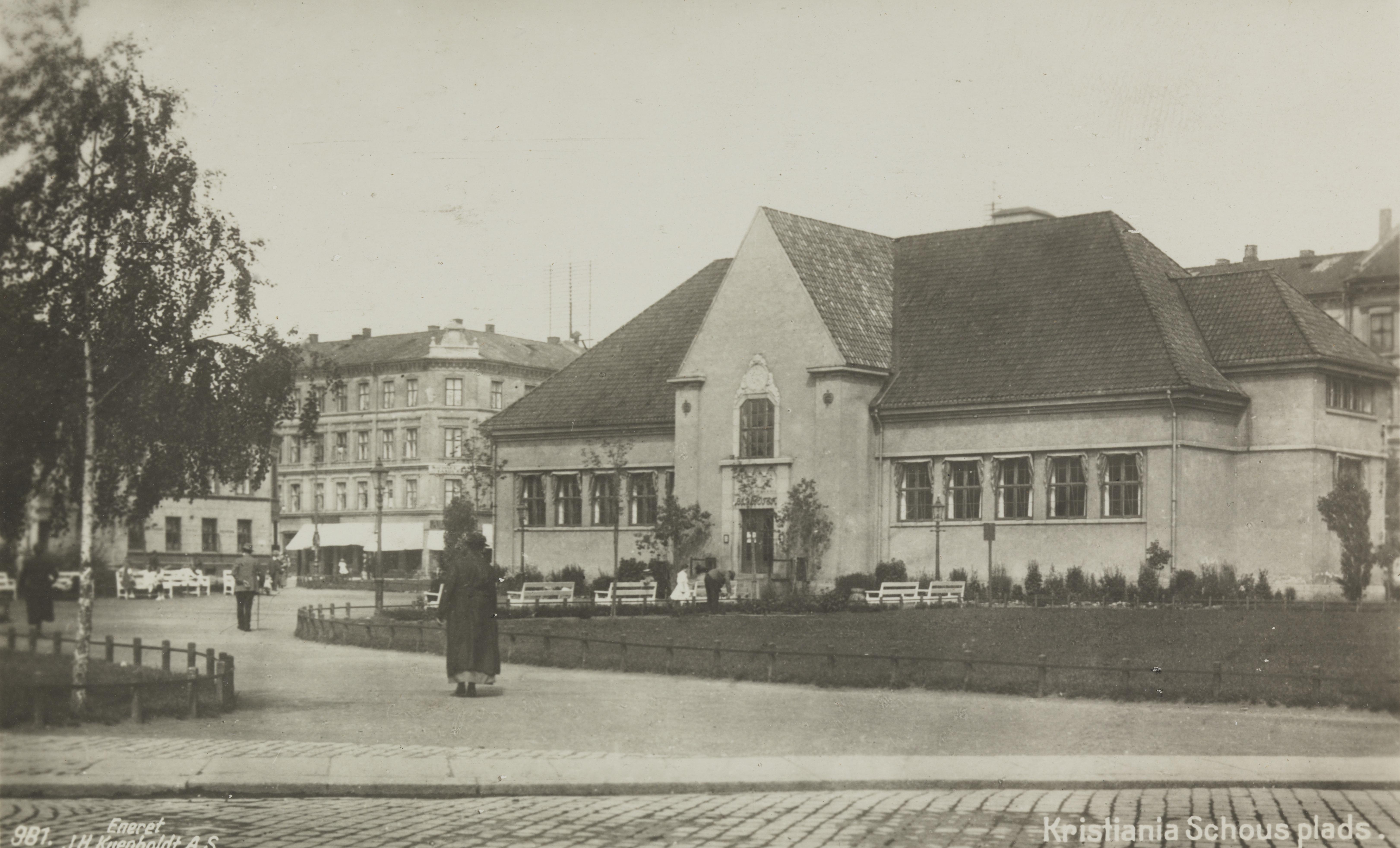
Deichmans biblioteksfilial i Grünerløkka öppnade 1914[1] och är en av Norges äldsta folkbiblioteksbyggnader.
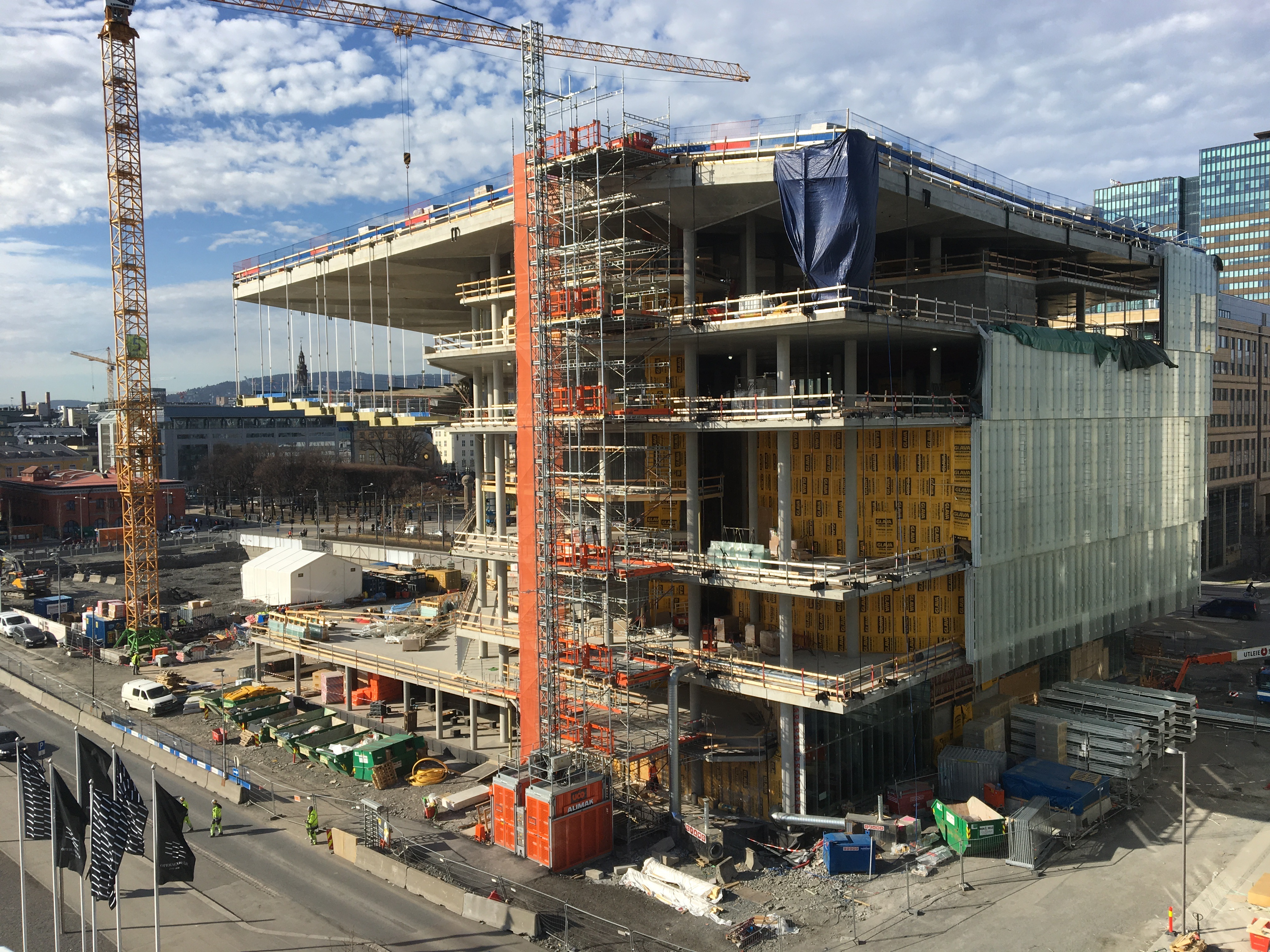
Deichman Bjørvika under uppförande, april 2018.
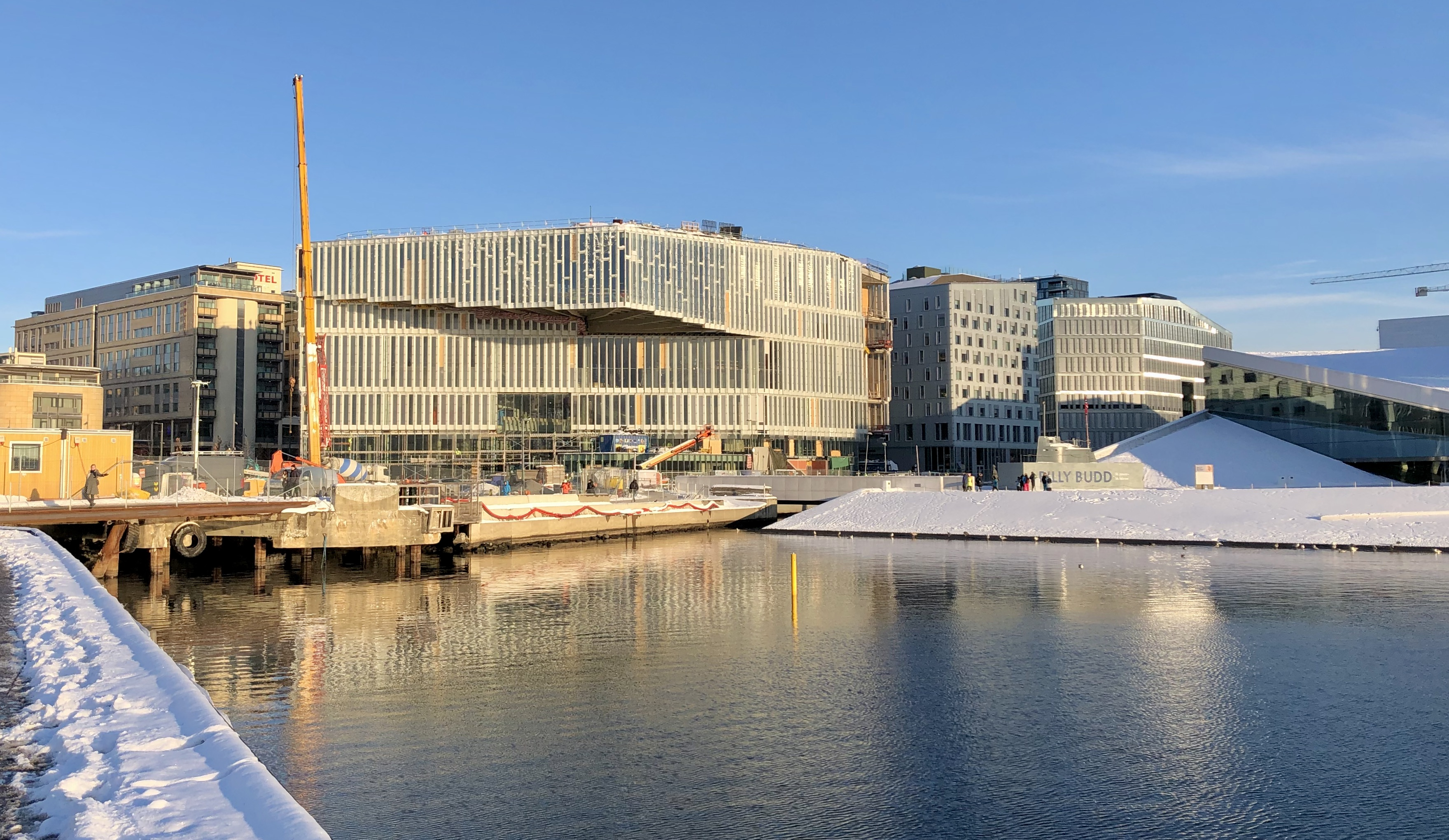
Deichman Bjørvika är det nya huvudbiblioteket som öppnade våren 2020.